# Dominik Muśko
Dominik Muśko (ur. w 1978 w Łodzi) – polski tancerz. Pierwszy solista baletu Teatru Wielkiego w Poznaniu. Kierownik baletu Teatru Wielkiego w Łodzi (2020).
Absolwent Państwowej Szkoły Baletowej im. Feliksa Parnella w Łodzi, którą ukończył w 1997 pod kierunkiem Muzaffara Burkhanowa. Jako młody tancerz brał udział w licznych koncertach i konkursach baletowych. Uczestniczył w klasie dyplomowej w Ogólnopolskim Konkursie Tańca im. Wojciecha Wiesiołłowskiego w Gdańsku.

## Praca zawodowa
- 1997 – podjął współpracę z Teatrem Wielkim w Poznaniu, angażując się na stanowisko koryfeja baletu.
- 2000 – awansował na stanowisko solisty
- 2007/2008 – został pierwszym solistą baletu
- 2012 – objął stanowisko kierownika baletu Teatru Wielkiego w Łodzi (do 2017) i ponownie w 2020.
- 2019-2020 - kierownik baletu w Operze na Zamku w Szczecinie[2].
- 2020 – ponownie kierownik baletu Teatru Wielkiego w Łodzi.

Na swoim koncie ma współpracę z najbardziej znanymi i liczącymi się choreografami w Polsce i na świecie, m.in. z Emilem Wesołowskim, Conradem Drzewieckim, Teresą Kujawą, Henrykiem Konwińskim, Sławomirem Woźniakiem, Beatą Wrzosek, Barbarą Gołaską, Grayem Veredonem, Lorcą Massinem, Antalem Fodorem.

## Najważniejsze role
- "Jezioro łabędzie" – Zygfryd i Rotbart
- "Romeo i Julia" –  Romeo i Tybalt
- "Sen nocy letniej" – Oberon
- "Harnasie" – Harnaś
- "Medea" – Jazon
- "Giselle" – Wilfryd
- "Próba" – Jezus
- "Dziadek do orzechów" – Książę
- "Don Kichot" – Espada
- "Grek Zorba" – Yorgos
- "Hrabia Monte Christo" – Fernando
- "Paw i Dziewczyna" – Paw
- "Ognisty Ptak" – Kościej
- "Coppélia" – Franz

Tańczył również solowe partie w takich spektaklach, jak: IX Symfonia, Wieczór Karola Szymanowskiego, Balety Marka Różyckiego, Polski Wieczór Baletowy, Pan Twardowski.

## Nagrody i wyróżnienia
- w 2008 i 2011[3] - laureat plebiscytu Biały Bez na najpopularniejszych artystów scen poznańskich;
- w 2011 - Teatralna Nagroda Muzyczna im. Jana Kiepury w kategorii Najlepszy tancerz;
- w 2014 Nadzwyczajna Złota Maska (nagroda recenzentów w Łodzi) - za sezon 2013/14[4];
- w 2014 - dyplom amerykańskiej fundacji The Pushkin Legacy za promowanie prac i ideałów Aleksandra Puszkina